# 科洛米齊 (德拉比夫區)
50°03′57″N 32°10′40″E / 50.06583°N 32.17778°E
科洛米齊（烏克蘭語：Коломиці）是位於烏克蘭中部的村莊，由切爾卡瑟州佐洛托諾沙區的什拉姆基夫卡市鎮負責管轄。該村始建於1594年，面積4.47平方公里，海拔高度111米，2009年人口740，人口密度每平方公里165.7人。